# Pristimantis lirellus
Pristimantis lirellus é uma espécie de anfíbio da família Craugastoridae. É encontrada em altitudes entre 470 e 1 200 nas encostas orientais da Cordilheira Central, na região de San Martín, no norte do Peru. Todos os indivíduos da espécie que foram coletados foram observados durante a noite e em vegetações rasteiras na parte baixa de florestas montanhosas e nubladas, e a partir destas informações, presume-se que a espécie apresenta esse comportamento.